# 987 a.C.

## Eventos
- Ninurta-kudurri utsur-I volta ao trono de Babilônia.